# اتو گسلر
اتو کارل گسلر (آلمانی: Otto Geßler؛ ۶ فوریهٔ ۱۸۷۵ – ۲۴ مارس ۱۹۵۵) یک سیاست‌مدار لیبرال آلمانی در دوران جمهوری وایمار بود. او از سال ۱۹۱۰ تا ۱۹۱۴، شهردار رگنسبورگ، و از ۱۹۱۳ تا ۱۹۱۹ شهردار نورنبرگ بود. او پست‌های مختلفی را در کابینه‌های جمهوری وایمار داشته است که مهمترین آن وزارت دفاع از ۱۹۲۰ تا ۱۹۲۸ است.